# Parkinsonia carterae
Parkinsonia carterae là một loài thực vật có hoa trong họ Đậu. Loài này được Hawkins miêu tả khoa học đầu tiên.